# Recuperación de la democracia en la Argentina
En 1983, llegó a su fin la última dictadura cívico-militar autodenominada «Proceso de Reorganización Nacional», que gobernaba Argentina desde el golpe de Estado de 1976; y el país recuperó la democracia. Tras la debacle política y social derivada de la inflación y crisis económica, la derrota de la guerra de las Malvinas, el desprestigio internacional derivado de las constantes violaciones de los derechos humanos y los múltiples casos de corrupción de jerarcas militares, la Junta Militar se vio obligada por las continuas protestas populares a convocar elecciones en octubre de cuyos resultados fue elegido el presidente radical Raúl Alfonsín.
En 1982 la Junta Militar ordenó la toma de las islas Malvinas. Este movimiento fue realizado con el fin de recuperar el prestigio de las Fuerzas Armadas frente a la sociedad. El desembarco en Puerto Argentino fue seguido de una guerra contra el Reino Unido y la rendición argentina el 14 de junio de 1982. La derrota militar produjo la caída de Leopoldo Fortunato Galtieri y el gobierno militar se vio obligado a llamar a elecciones y entregar el poder.

## Democracia y democratización
Según Charles Tilly, se pueden distinguir dos grandes dimensiones de la democracia: como un régimen con reglas que permiten la regular expresión popular para la elección de sus autoridades y como un sistema en permanente construcción y amenaza de reversión, donde se despliegan mecanismos y prácticas que pueden  orientarse en un sentido  democratizador  o desdemocratizador. Así, la democracia se considera como un espacio siempre tensionado por la interacción entre demandantes y contra demandantes que disputan con diferentes recursos de poder.
Se puede hablar  de una democracia que democratiza cuando esa disputa da como resultado una ampliación de la participación, de la consulta vinculante y protegida y una disminución de la desigualdad; en otras palabras, cuando se amplían los derechos. En cambio, si se producen procesos contrarios, estaríamos en presencia de tendencias desdemocratizadoras aún dentro de un régimen formalmente democrático. El conflicto es entonces componente sustancial de la democracia y las autoridades desempeñan un papel fundamental en la orientación que adquiere el régimen democrático. De allí que el análisis de cualquier etapa democrática requiere considerar la interacción entre diferentes actores sociales.
El inicio de un nuevo período democrático en 1983 estuvo atravesado por dos grandes desafíos: la renovación del sistema político y la reorganización de la economía. En el primer caso, se asistía al desafío de reconstruir la legitimidad de las instituciones de gobierno, renovando el sistema político bajo las ideas del consenso, el equilibrio de poderes y el respeto por los derechos humanos. Por otro lado, la reorganización de la economía estuvo atravesada por la necesidad de atender el endeudamiento externo contraído por la dictadura (convalidado por el gobierno constitucional), resolver el problema inflacionario, la desindustrialización y desactualización salarial, el estancamiento de las economías regionales y el crecimiento de los porcentajes de pobreza, entre otras cuestiones. De este modo la recuperación democrática se constituyó en un escenario de disputas, de avances y retrocesos, con logros democratizadores pero también con sus reversos desdemocratizadores.

## Gobierno de Raúl Alfonsín
En las elecciones presidenciales, celebradas el 30 de octubre de 1983, ganó la fórmula de Raúl Alfonsín y Víctor Martínez de la Unión Cívica Radical (UCR). El nuevo gobierno asumió el 10 de diciembre de 1983.
El 15 de diciembre el presidente Alfonsín creó la Comisión Nacional sobre la Desaparición de Personas (CONADEP), a fin de investigar los delitos de lesa humanidad cometidos durante el terrorismo de Estado. Asimismo derogó la ley de “autoamnistía” (ley 22.924 de 22 de septiembre de 1983) al considerar inconstitucional extinguir  las causas penales por delitos cometidos durante la dictadura y ordenó juzgar a siete jefes guerrilleros del Ejército Revolucionario del Pueblo y de Montoneros por actos de violencia y a las tres primeras Juntas de la dictadura por asesinato, privación de libertad y tortura.
En 1984 esta comisión nacional publicó el informe Nunca más. Al año siguiente se realizó el Juicio a las Juntas Militares, que terminó con la condena a reclusión perpetua del teniente general Jorge Rafael Videla y del almirante Emilio Eduardo Massera y la absolución del resto de los miembros de la Junta.
En el plano laboral, se planteó la necesidad de la reincorporación de trabajadores que habían sido expulsados por razones políticas y/o gremiales, demanda extendida entre el conjunto de los sectores de actividad. Entre 1982 y 1984 se constituyeron comisiones de cesanteados en torno a cada sindicato y/o rama, así como redes de solidaridad ampliadas, política que se produjo tanto a nivel nacional como en el seno de las provincias. 
Con el impulso del activismo desplegado por estas comisiones, en febrero de 1984 se promulgó la Ley Nacional N° 23.053 que dispuso el reingreso de los funcionarios declarados prescindibles durante la dictadura a la planta permanente del Servicio Exterior de la Nación; en septiembre de ese mismo año se sancionó la Ley N° 23.117 que estableció la reincorporación de los trabajadores de las empresas del Estado que hubieran sido cesanteados por causas políticas y gremiales.
En 1985 se concretaría la sanción de la Ley N° 23.238, que dispuso la reincorporación y el reconocimiento del tiempo de inactividad a los efectos laborales y previsionales de los docentes que habían sido declarados prescindibles o cesantes por causas políticas, gremiales o conexas hasta el 9 de diciembre de 1983; la Ley N° 23.523, que dictaminó la reincorporación de los trabajadores bancarios despedidos por razones políticas; y la Ley N° 23.278, que se dirigió a aquellas personas que, por motivos políticos o gremiales, fueron dejadas cesantes, declaradas prescindibles o forzadas a renunciar a sus cargos públicos o privados o se vieron obligadas a exiliarse, y estableció que el período de inactividad se computaría a los efectos jubilatorios.

### Punto Final y Obediencia Debida
El 16 de abril de 1987 inició una grave crisis con el primero de los cuatro levantamientos «carapintadas», conocido como «Semana Santa». Las Fuerzas Armadas se sublevaron en Campo de Mayo (provincia de Buenos Aires), bajo el mando del teniente coronel Aldo Rico. El levantamiento finalizó con un acuerdo entre el gobierno y los militares rebeldes. El segundo episodio sucedió el 18 de enero de 1988, cuando Rico alzó una unidad militar en Monte Caseros (provincia de Corrientes). El 1 de diciembre del mismo año el coronel Mohamed Alí Seineldín lideró el tercer levantamiento en Villa Martelli (provincia de Buenos Aires), el cual finalizó con un acuerdo entre el jefe rebelde y el jefe del Ejército Dante Caridi.
Dos semanas después Alfonsín envió al Congreso el proyecto de Ley de Obediencia Debida estableciendo la inimputabilidad por delitos de lesa humanidad cometidos por militares con grado inferior a coronel. Las leyes de Punto Final y Obediencia Debida fueron severamente cuestionadas por las organizaciones de derechos humanos y diversos sectores de la sociedad civil. Más de 3600 represores fueron considerados inimputables. Entre los liberados se encontraban represores que simbolizaban la violación de derechos humanos en todo el mundo, como Alfredo Astiz. Las leyes fueron repudiadas por las organizaciones de derechos humanos y serían anuladas en 2003. 
El 23 de enero de 1989 el grupo denominado Movimiento Todos por la Patria (MTP) atacó y tomó el Regimiento de Infantería 3 «Grl. Belgrano» de La Tablada (provincia de Buenos Aires). Seguidamente se produjo un enfrentamiento armado con el Ejército que acabó con 45 muertos y cuatro desaparecidos. El 14 de mayo se celebraron elecciones presidenciales donde triunfó la fórmula del Partido Justicialista (PJ) de Carlos Saúl Menem. Inmediatamente después de terminados los comicios se suscitó una hiperinflación y disturbios; el 8 de julio Alfonsín entregó el poder ancitipadamente al presidente electo.
El último levantamiento carapintada, producido el 3 de diciembre de 1990 en Buenos Aires, fue reprimido duramente por el gobierno.

## Gobierno de Menem
Con el pretexto de una reconciliación y pacificación de la sociedad, el 7 de octubre de 1989, en su primer año de gobierno, el entonces presidente Carlos Menem (Partido Justicialista) dictó una serie de decretos (1.001; 1.002; 1.003; y 1.005) que fueron promulgados para indultar a los militares procesados por violaciones a los derechos humanos. Además, tras otro alzamiento militar, el 29 de diciembre de 1990 Menem promulgó otros seis decretos de indulto (2741; 2742; 2743; 2744; 2745; y 2746) que beneficiaban directamente a los líderes condenados de las juntas militares, así como a otros dirigentes y líderes guerrilleros. De esta manera, Menem volvió a poner en juego la "teoría de los dos demonios" y confirmó el desprocesamiento judicial y político que se había iniciado en la temprana posdictadura, pese al reclamo y fuerte oposición del movimiento de derechos humanos y de una mayoría social que se opuso a estas medidas.
Menem también puso en marcha otras políticas de reforma del Estado que acabaron alejando la atención pública del juicio y la memoria de ese pasado. En 1995, bajo la presión de la Comisión Interamericana de Derechos Humanos (CIDH), se decidió indemnizar económicamente a las familias de las víctimas desaparecidas y asesinadas por el Estado. Estas leyes dividieron al movimiento, que consideraba al Estado culpable de denegar justicia y exigía un reconocimiento oficial de las violaciones cometidas.
La mitad de la década de 1990 también fue un hito para la explosión de la memoria, cuando surgió una nueva generación dentro del movimiento, los hijos e hijas de los desaparecidos que trabajaban en otros frentes, llamados Hijos por la Identidad, por la Justicia, contra el Olvido y el Silencio (H.I.J.O.S.), luego en 1994 crearon las "Comisiones por la Memoria" que impulsaron la construcción de museos, archivos, parques y marcas en las topografías urbanas, como placas y carteles. Gracias a esta lucha, en 1998 se creó el Parque de la Memoria en Buenos Aires por la ley 46 y en 2000 por la ley 392 para construir un museo de la memoria en el mayor centro de detención y tortura de Argentina, la Escuela de Mecánica de la Armada, también en Buenos Aires.

## Gobiernos de Néstor y Cristina Kirchner

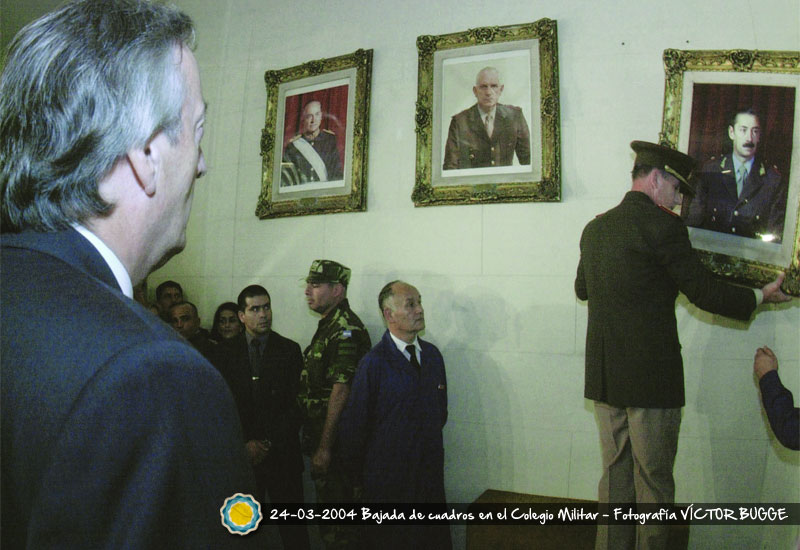
El Día de la Memoria de 2004, el entonces presidente Néstor Kirchner ordena bajar las fotografías de los dictadores que estaban colgadas en el Colegio Militar de la Nación.

El peronista Néstor Kirchner fue elegido como presidente en 2003, inaugurando el ciclo conocido como kirchnerismo que sería continuado por Cristina Fernández de Kirchner, presidenta de la Nación entre 2007 y 2015.
En agosto de 2003, bajo el gobierno de Néstor Kirchner, el Congreso anuló las leyes de Punto Final y Obediencia Debida, esto permitió el regreso de los Juicios a las Juntas y ahora también de los "Juicios por la verdad". Hasta julio de 2016, 2.071 militares y policías han sido juzgados por violaciones a los derechos humanos, y entre los 370 condenados se encuentran los generales Jorge Videla, Antonio Bussi y Luciano Benjamín Menéndez, además de otros nombres emblemáticos de la represión estatal.
Otros hechos relevantes fueron, en 2004, la orden de retirar los cuadros de los genocidas Jorge Rafael Videla y Reynaldo Bignone del Colegio Militar, y la recuperación de la ex ESMA como Espacio de Memoria y Derechos Humanos.
Desde la organización de derechos humanos Abuelas de Plaza de Mayo, continuaron recuperando nietos y nietas cuya identidad había sido suprimida, totalizando 132 casos resueltos hasta 2022.

## Conmemoración
En 2002, durante la presidencia del justicialista Eduardo Duhalde, se estableció por ley la conmemoración oficial del Día Nacional de la Memoria por la Verdad y la Justicia. En 2006, durante el mandato del también justicialista Néstor Kirchner, otra ley estableció la condición de feriado de la fecha.
Por ley n.º 26 323, sancionada el 22 de noviembre de 2007 y promulgada el 17 de diciembre del mismo año, se declaró al 10 de diciembre Día de la Restauración de la Democracia.